# Bouglon
Bouglon település Franciaországban, Lot-et-Garonne megyében. Lakosainak száma 651 fő (2022. január 1.). Bouglon Samazan, Argenton, Grézet-Cavagnan, Guérin és Sainte-Marthe községekkel határos.

## Népesség
A település népességének változása:
| Lakosok száma | 540  | 503  | 532  | 573  | 604  | 605  | 616  | 633  | 639  | 651  |
|               | 1968 | 1982 | 1990 | 2006 | 2013 | 2015 | 2017 | 2019 | 2020 | 2022 |